# Krolevecký rajón
Krolevecký rajón (ukrajinsky Кролевецький район) byl rajón v Sumské oblasti na Ukrajině. Hlavním městem byl Krolevec a rajón měl přibližně 38 tisíc obyvatel. 

## Sídla v rajónu
- Krolevec